# Дмитриева, Флора Алексеевна
Дмитриева Флора Алексеевна (род. 28 июня 1938) — советская шахматистка, мастер спорта СССР (1960), кандидат физико-математических наук, доцент.
Чемпионка Ленинграда (1959 и 1961). Четырежды выступала в первенствах СССР. В составе сборной Ленинграда — победительница командного первенства СССР 1960 года.

## Биография
Родилась 28 июня 1938 года. Будучи студенткой и аспиранткой, дважды выигрывала женское первенство Ленинграда в 1959 и 1961 годах. Играла в женских чемпионатах СССР 1957, 1959, 1960 и 1963 годов (лучший результат — 4-е место в 1959 году с 11 очками из 18 возможных).
В 1957 году достаточно успешно дебютировала в чемпионате СССР (разделила 5—7 места). В 1959 году ей не хватило ½ очка для дележа второго места на 19-м чемпионате СССР среди женщин. На двух других чемпионатах СССР, являвшихся также зональными турнирами ФИДЕ, выступила менее удачно. В 1960 году разделила 12—15 места на 20-м чемпионате страны (8,5 очков из 18), в 1963 году — 10—11 места на 23-м чемпионате (9 очков из 19).
Участвовала в командных первенствах СССР 1958—1960 годов. В командном первенстве СССР 1958 года на 10-й доске набрала 5,5 очков из 8 (одинаковый результат с Ноной Гаприндашвили), в командном первенстве СССР 1959 года набрала 3,5 очка из 8 возможных, в обоих случаях сборная Ленинграда была второй в общем зачёте. В командном первенстве СССР 1960 года играла на 2-й женской доске (7 очков из 8) за сборную Ленинграда, ставшую победительницей.
Активный атакующий стиль игры Флоры Дмитриевой импонировал юному Роберту Фишеру (будущему чемпиону мира по мира по шахматам). В 1959 году во время турнира турнира претендентов он говорил: «У вас есть другая шахматистка — Дмитриева. Вот её партии мне нравятся!». В течение короткого времени тренером Ф. Дмитриевой был 10-й чемпион мира по шахматам Борис Спасский.
Сама Ф. Дмитриева заявляла, что либо будет играть в силу ведущих мастеров-мужчин, либо прекратит выступления. После 1964 года играла только в городских командных соревнованиях и блиц-турнирах, дважды став призёром женского чемпионата Ленинграда по блицу, и рано завершила шахматную карьеру.

## Основные спортивные результаты
| Год  | Город   | Турнир                             | + | − | =  | Результат | Место |
| ---- | ------- | ---------------------------------- | - | - | -- | --------- | ----- |
| 1957 | Вильнюс | 17-й чемпионат СССР (среди женщин) | 5 | 4 | 8  | 9 из 17   | 5—7   |
| 1959 | Липецк  | 19-й чемпионат СССР (среди женщин) | 6 | 2 | 10 | 11 из 18  | 4     |
| 1960 | Рига    | 20-й чемпионат СССР (среди женщин) | 5 | 6 | 7  | 8½ из 18  | 12—15 |
| 1963 | Баку    | 23-й чемпионат СССР (среди женщин) | 5 | 6 | 8  | 9 из 19   | 10—11 |